# 逆向首字母缩略词
逆向首字母缩略词（英語：或）是英语中一种特殊形式的首字母缩略词。这种首字母缩略词创制时，是根据英语中已有的一个单词的各个字母，凑出其全称词组。这样一来，已有的单词被曲解为一个首字母缩略词，使得缩略词既具有原单词的含义，又具有缩略词的含义，可以起到双关的修辞效果。这样的缩略词常显得诙谐戏谑。
通常的首字母缩略词来自于一个已有词组的缩写。比如说“雷达”的英文是，来自于（意为“无线电侦测和定距”）。
而逆向首字母缩略词的构建首先基于一个已有的词，其全称往往是为了让缩写和这个已有的词一致而拼凑出来的词组。比如说美国司法部的安珀警报项目（AMBER Alert），其中的被解释为（意为“美国失踪人口：广播紧急回应”）；但这个词最初的来源是1996年在美国德克萨斯州被绑架后杀害的女童安珀·海格曼（Amber Hagerman）的名字——她的死亡直接促成了这个项目的启动。
逆向首字母缩略词的英文名称“backronym”是由“backward”（逆向）和“acronym”（首字母缩略词）合成的混成詞。